# Le Paltoquet
Pour plus de détails, voir Fiche technique et Distribution.
Le Paltoquet est un film français, écrit et réalisé par Michel Deville, sorti en 1986. Il s'inspire du roman On a tué pendant l'escale de Franz-Rudolph Falk (pseudonyme de Philippe du Puy de Clinchamps).

## Synopsis
Le paltoquet est à la fois l'homme à tout faire dans ce bar, sur les quais d'un port, coincé entre les entrepôts, et l'amant de la tenancière. Quatre hommes, un journaliste, un docteur, un commerçant et un professeur s'y retrouvent pour jouer au bridge tous les soirs. Un commissaire arrive un soir, pour enquêter sur le meurtre d'un représentant de commerce.

## Fiche technique
- Réalisateur : Michel Deville
- Scénariste : Michel Deville d'après On a tué pendant l'escale de Franz-Rudolph Falk
- Musique : Antonín Dvořák et Leoš Janáček
- Décors : Thierry Leproust
- Costumes : Cécile Balme
- Son : Philippe Lioret
- Chorégraphie : Patrick Ehrhard
- Productrice : Rosalynde Deville
- Société de production : Eléfilm
- Genre : film policier[1]
- Durée : 92 minutes
- Date de sortie : 13 août 1986 (France)

## Distribution
- Michel Piccoli : le paltoquet
- Fanny Ardant : Mlle Lotte
- Daniel Auteuil : le journaliste
- Richard Bohringer : le docteur
- Philippe Léotard : l'honorable commerçant
- Jeanne Moreau : la tenancière
- Claude Piéplu : le professeur
- Jean Yanne : le commissaire
- Yves Belluardo : le clochard

## Autour du film
Michel Deville procède dans ce film à une mise en abyme particulière : Michel Piccoli lit le livre dont est tiré le film, Fanny Ardant lit la pièce En terre étrangère dans laquelle ce dernier avait joué au théâtre deux ans auparavant.